# Chris Kelly (cầu thủ bóng đá, sinh năm 1948)
Chris Kelly (sinh ngày 14 tháng 10 năm 1948) là một cựu cầu thủ bóng đá người Anh thi đấu ở Football League, ở vị trí tiền đạo.
Kelly bắt đầu sự nghiệp tại Tooting & Mitcham United trước khi trở thành một thành phần quan trọng trong chuỗi trận đấu cúp của Leatherhead mùa giải 1974-1975. Vì vậy Kelly nhận được một ít sự nổi tiếng và vì những bình luận của ông nên đã trở thành "Leatherhead Lip". Kelly không thành công khi chuyển sang Millwall năm 1975 sau đó ông trở lại Leatherhead thi đấu đến hết sự nghiệp.